# Такалик-Абах
Такалик-Абах (исп. Takalik Abaj, киче Tak’alik A’baj) — археологический памятник культуры майя. Находится в муниципалитете Эль-Асинталь, департамент Реталулеу на юге Гватемалы. Процветал в средний предклассический период, VIII в. до н. э. — II в. н. э.
Архитектура города испытала сильное влияние ольмеков и в то же время сохранила характерные для культуры майя черты. Это единственный памятник Месоамерики, сохранивший одновременно черты этих обеих культур.

## Этимология
Такалик-Абах переводится как «прочный камень» на языке киче (такалик — «прочный», абах — «камень»). Изначально при открытии городища Сюзанной Майлз назвала его по испанскому порядку слов Абах-Такалик, в таком виде это название использовалось в большинстве научных трудов. Но из-за грамматической кривизны старого названия в языке кечуа оно было изменено гватемальским правительством.

## Географическое расположение
Такалик-Абах находится на юго-западе Гватемалы, северной конечности департамента Реталулеу, в 45 километрах от мексиканского штата Чьяпас и 40 — от Тихого океана. Вокруг него разбиты 5 крупных кофейных плантаций; Долорес, Буэнос-Айрес, Санта-Маргарита, Сан-Элиас и Сан-Исидро-Пьедра-Парада. Непосредственно город находится на горном хребте, постепенно понижающемся с севера на юг. К западу от него река Нима, к востоку — Икшая, обе берут начало с Гватемальского нагорья. Вероятно расположение вблизи от обеих рек сыграло важную роль в развитии города, сделав его пунктом торговли по обеим речным системам.

## Население
Меняющийся в зависимости от дат создания архитектурный стиль Такалик-Абаха наводит на мысль что с течением времени этнос его населения изменялся. Находки датируемые средним доклассическим периодом имеют характерные ольмекские черты и дают основания считать раннее население в основном ольмекским, носителями михе-сокских языков. Но в конце доклассического периода стиль города стал намного более майянским, что, скорее всего, связано с ростом числа этнических майя в городе.

## Экономика
Такалик-Абах был одним из первых торговых пунктов на реках с которыми он соседствовал. Главными предметами торговли было какао, активно выращиваемое в регионе вплоть до момента Конкисты и развозимое по всему региону и обсидиан, майянский аналог стали, из которого делали всё от наконечников копий до религиозных кровопускателей и повседневных инструментов. Обсидиан со всего региона и даже с точек за его пределами курсировал через Такалик-Абах, с течением времени направления этих маршрутов менялись но важность перевалочного пункта в этом городе — нет.

## Архитектура

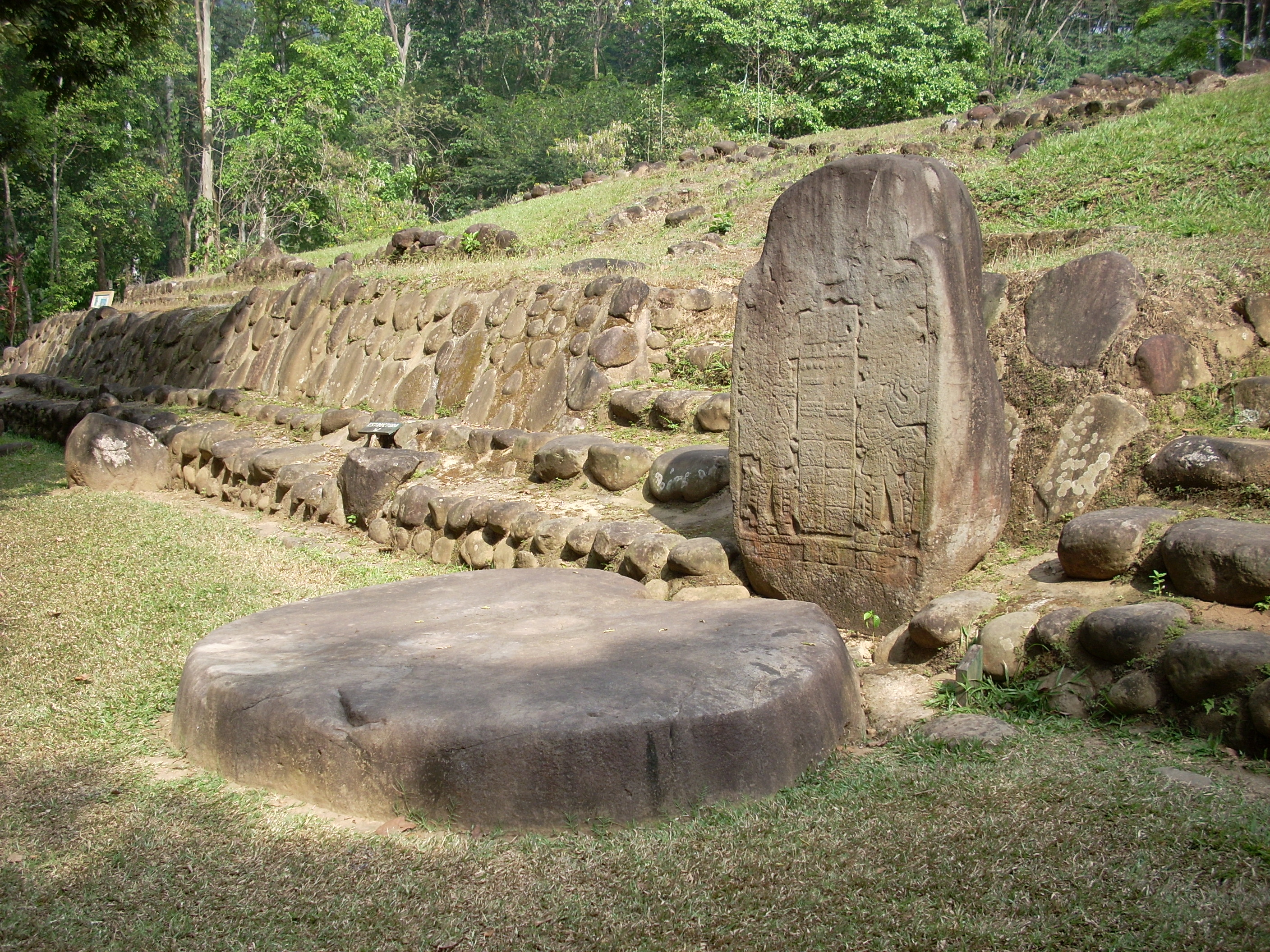
Алтарь и стелла № V с датой 126 г. н. э.

Город занимает территорию суммарно около 6,5 квадратных километров, с примерно десятью площадями, и включает в себя 2 стадиона для игры в мяч и более 239 различных сооружений, включая скульптуры и стелы.
Постройки ольмекского и ранне-майянского архитектурных стилей сделаны из гранита, в отличие от типичного для майя мягкого известняка. Кроме того город известен своей сложной ирригационной системой, темаскалями и доклассическими гробницами.
Структурно город разделён на четыре части; Центральную, Северную, Западную и Южную, где последняя находится на довольно большом (пять километров) расстоянии от остальных. Такалик-Абах окружён крутыми оврагами, дающими ему естественную защиту и раскинулся на девяти горных террасах, ширина каждой из которых в радиусе 140—220 метров, а высота — 4,6—9,4 метров. Шесть из девяти террас были искусственно преобразованы, местами — добавлено до 10 метров насыпями.
- На террасах 1—5, искусственно выровненных поселенцами, построена Центральная часть построек, состоящая из более 100 каменных памятников, из которых 39 — здания. Самые ранние из них датируются средним доклассическим периодом[12].
- На 6-й, также изменённой, террасе находится Западная часть города из 21 строения и семи памятников не считая их, датируемыми поздней доклассикой-классикой. Необычной находкой стало несколько нефритовых масок[13].
- Террасы 7—9 заняты Северным кварталом города. Здесь другой стиль построек, без гранита, отсутствуют памятники как в других частях города и террасы, на которых базируется район, не претерпели изменений. В связи с такой разницей в строительстве предполагается что именно этот район был заселён новой народностью, поселившейся в городе и скорее всего — киче[14].
- Наконец, за пределами террас на отдалении находится Южный район, представляющий собой 13 рассеянных построек[15].

### Ирригация
Основной целью канализации города было не орошение а доставка воды в жилые районы, направление стока и поддержание общего облика города. Возможно они использовались в религиозных целях.
Суммарно в городе найдено 25 каналов двух типов — глиняные, датируемыми средней доклассикой и каменные, начиная с поздней доклассики, причём последние наиболее крупные из всех. Предположительно глиняные каналы показали свою ненадёжность и последующие облицовывали камнем, в том числе разрушив для этого часть памятников города.

## Исследования и раскопки
Первое упоминание Такалик-Абаха сделал Густав Брюль в 1888 году. В 1894 году Карл Саппер описал Стелу 1 из Такалик-Абаха, проезжая мимо, а позже она была зарисована немецким художником Максом Фольмбергом. Его изображения привлекли внимание Вальтера Леманна, который в 1920-х годах начал изучать местные скульптуры. В 1943 году результаты своих исследований в процессе экспедиции по Тихоокеанскому побережью Месоамерики от имени института Карнеги 1942 года опубликовал Джон Эрик Томпсон.
В 1976 году группа учёных, спонсируемая Калифорнийским университетом в Беркли, начала новые раскопки местности и обнаружила более 40 новых памятников, проработав до 1981 года. С 1987 года раскопки возобновил Гватемальский институт антропологии и истории и они продолжаются по сей день.

## История

### Предыстория создания
Первые сведения о поселениях на месте где позже был создан Такалик Абах относятся к концу раннего доклассического периода. Датируемый этим периодом жилой район был раскопан недалеко от центральной группы строений города. Его дома построили из речных булыжников, с тростниковыми крышами на деревянных шестах. Палинологическим методом было установлено что на момент этих построек на территории будущего Такалика ещё был густой лес, который первопроходцы начали расчищать под плантации. Тем не менее, при раскопках нашли уже 150 обсидиановых предметов из разных регионов.

### Ранние годы поселения
В средний доклассический период начал появляться будущий Такалик Абах. Его население на тот момент было михе-соксговорящим, скульптуры датируемые этим периодом выполнены в ольмекском стиле. Дома этого времени строили из сырой, иногда обожжённой глины. Местная керамика приобрела черты уникального местного стиля, хотя он и был похож на стиль населения департамента Эскуинтла. До второй половине средней доклассики начали разрушать ольмекские скульптуры и архитектуру, в рамках перехода города под контроль майя. Тогда же была начата постройка огромной «Структуры 7» в городе.

### Расцвет
В промежуток 300 года до н. э. до 200 года н. э. (поздний доклассический период) различные посёлки вдоль Тихого океана разрослись в города; среди них был и Такалик-Абах, общей площадью достигнув более четырёх квадратных километров. Влияние ольмеков на этой территории уже закончилось, город стал важным центром региона со своим стилем архитектуры и искусства в целом, началось возведение стел и вытеска статуй из валунов. Уже упоминавшаяся «структура 7» достигла своего максимального размера именно в это время.
К этому времени относятся Такалик-Абахские памятники с потенциально самыми ранними образцами майянской письменности и календаря. Строения с такими образцами, а также майянскими же барельефами датируются временем между концом первого и началом второго веков н. э.. Есть мнение что элита майя, торговым или военным путём, оккупировала эту территорию дабы контролировать плантации какао. Однако с учётом того что стиль керамики менялся постепенно и не резко, возможно общая смена стиля была скорее идеологическим шагом, а население сильно не поменялось. К этому же времени относят появление в регионе скульптурного стиля пузатых скульптур.
Возрос уровень взаимодействия Такалик-Абаха и Каминальхуйу, соседнего прибрежного города, связывавшего прибрежную торговлю с рекой Мотагуа. В пределах Тихоокеанского побережья эти два города были ключевыми торговыми центрами.

### Завоевания
Во второй половине раннего классического периода город был покорён Теотиуаканом, о чём свидетельствует специфическая керамика в стиле наранхо. В это же время прекратилось строительство новых сооружений и была разрушена солидная часть старых. Период контроля завоевателей не был долгим и скорее всего выражался в установке локальных лидеров, подчинявшихся метрополии, без сильного влияния на состав местного населения. Но в результате завоевания старые торговые маршруты были разрушены, был проложен новый торговый путь через Сьерра-Мадре-де-Чьяпас на Гватемальское нагорье.
Город смог частично оправится от нашествия только к позднеклассическому периоду, контроль завоевателей оборвался и началось новое градостроительство, именно тогда были реконструированы многие разрушенные ранее памятники. Однако в постклассический период, около 1000 года н. э. город был снова покорён киче, в этот раз с полным изменением архитектурного и скульптурного стиля города, что говорит о том что местное население в нём было уничтожено.